# Ana Titlić
Ana Titlić (Gornja Vrba kraj Slavonskog Broda, 13. lipnja 1952. godine), hrvatska je rukometašica i profesorica tjelesnog odgoja s diplomom Kineziološkog fakulteta u Zagrebu.

## Športska karijera
Osvajačica srebrne medalje na Olimpijskim igrama u Moskvi 1980. godine. Igrala je na poziciji vratarke prvo u rukometnom klubu “Radnički” iz Slavonskog Broda, odakle prelazi u zagrebački klub Lokomotivu gdje je odigrala preko 500 utakmica.

### Važniji nastupi
| Godina | Natjecanje                       | Plasman   |
| ------ | -------------------------------- | --------- |
| 1973.  | Svjetsko prvenstvo - Jugoslavija | 1. mjesto |
| 1975.  | Kup europskih prvakinja          | finale    |
| 1979.  | Kup pobjednica kupova            | finale    |
| 1979.  | Mediteranske igre - Split        | 1. mjesto |
| 1980.  | Olimpijske igre - Moskva         | 2. mjesto |